# Rui Pérez Abarca
Rui Pérez Abarca (Biescas, c. 1350 - Biescas, c. 1420). Sucesor de la rama troncal de la familia Abarca y Señor de Gavín a finales del siglo XIV y principios del XV.

## Orígenes familiares
No existe documentación que nos permita establecer su filiación de manera fehaciente, ni tampoco el nombre de su esposa, sin embargo está documentado que entre 1389y 1414fue señor de Gavín, el señorío natural de su linaje, y que su heredero fue su hijo Guiralt Abarca,quien ya consta como señor de Gavín a partir de 1424.
Sin embargo, existe una capitulación matrimonial del año 1401, concertada entre los esposos Juan Abarca y Francisca de Acín, en la que el esposo aparece como hijo de Lope Abarca y Juana de Lanuza, que son citados como señores de Gavín,en una época en la que el señorío pertenecía a Rui Pérez. Una posible explicación, es que Lope fuera un hermano menor de Rui Pérez, a quien este asoció al gobierno del señorío, lo que explicaría su intitulación como señor de Gavín, y también que alguna fuente lo confundiera como padre de Guiralt.
Sobre la filiación de Rui Pérez puede plantearse si fue hijo del anterior señor de Gavín, quien sabemos, gracias al Memorial de los Abarca de José Pellicer,que fue Guerao Abarca Luna, señor de Gavín a partir de la muerte de su padre Pedro Abarca Puigvert en 1357. El gobierno sucesivo de ambos personajes sobre el señorío de Gavín, es cronológicamente consistente con que Rui Pérez no solo fuera el sucesor, sino también el hijo de Guerao Abarca y su esposa Eufemia López de Gurrea.

## Gobierno
El gobierno de Rui Pérez fue siempre convulso y lo vemos casi siempre enfrentado con otros clanes nobiliarios. En 1389 se cometieron ciertos homicidios por los hombres de su "banda", por los cuales tuvo que pagar 300 florines al merino de Jaca. Miembro de dicha "banda" era su pariente Juan Abarca Sanz, probablemente escudero suyo, que aparece documentado junto a Rui Pérez con ocasión del "guiaje y seguridad" que el rey Juan I de Aragón les otorgó por dichos hechos, frente a los oficiales reales.
Pese a todo su lealtad al rey fue siempre inquebrantable, pues en 1392 fue requerido para la campaña de Cerdeña, y en 1396 fue nombrado capitán de Jaca por la rebelión de Mateo I de Foix, pretendiente a la Corona de Aragón tras la muerte del rey Juan I, al estar casado con su hija Juana de Aragón y de Armagnac.
No obstante, su actuación durante el interregno tras la muerte de Martín I sin sucesión en 1410, no debió ser precisamente ejemplar, pues en 1413 fue condenado a pagar 1.600 sueldos por incendiar bienes y apresar hombres, en una época difícil en la que las lealtades debieron repartirse entre dos bandos enfrentados.En agosto de 1414 aparece Rui Pérez documentado por última vez al ser requerido por el entonces príncipe Alfonso (futuro Alfonso V) para comparecer ante él, junto a su hijo Guiralt y otros diez hombres de su círculo, en un plazo de seis días por un asesinato,sin duda su actuación había levantado la ira regia, aunque desconocemos el devenir de este episodio.
Rui Pérez falleció entre 1414 y 1424, cuando vemos a su hijo Guiralt como señor de Gavín.

## Matrimonios e hijos
Desconocemos el nombre de la esposa de Rui Pérez, pero puede confirmarse que tuvo al menos dos hijos:
- Guiralt Abarca, documentado junto a su padre en varios documentos en 1414, y señor de Gavín desde al menos 1424;

- Catalina Abarca, que contrajo matrimonio con su pariente Rodrigo Abarca Acín,[13]hijo de Juan Abarca Sanz, escudero de Rui Pérez.